# SN 2009nu
SN 2009nu – supernowa typu II odkryta 15 grudnia 2009 roku w galaktyce A022037+0224. W momencie odkrycia miała maksymalną jasność 18,70m.